# Sport Club Corinthians Paulista
Sport Club Corinthians Paulista er en brasiliansk fodboldklub. Klubben har hjemmebane på Arena Corinthians i São Paulo.
Udover en række nationale mesterskaber har klubben to gange vundet titlen som verdens bedste klubhold (2000 og 2012).

## Historiske slutplaceringer
| Sæson | Niveau | Liga                          | Placering | Kilde  | Notering |
| ----- | ------ | ----------------------------- | --------- | ------ | -------- |
|       |        |                               |           |        |          |
| 2025  | 1.     | Campeonato Brasileiro Série A | .         | [ 1 ]  |          |
|       |        |                               |           |        |          |
| 2024  | 1.     | Campeonato Brasileiro Série A | 7.        | [ 2 ]  |          |
|       |        |                               |           |        |          |
| 2023  | 1.     | Campeonato Brasileiro Série A | 13.       | [ 3 ]  |          |
|       |        |                               |           |        |          |
| 2022  | 1.     | Campeonato Brasileiro Série A | 4.        | [ 4 ]  |          |
|       |        |                               |           |        |          |
| 2021  | 1.     | Campeonato Brasileiro Série A | 5.        | [ 5 ]  |          |
|       |        |                               |           |        |          |
| 2020  | 1.     | Campeonato Brasileiro Série A | 12.       | [ 6 ]  |          |
|       |        |                               |           |        |          |
| 2019  | 1.     | Campeonato Brasileiro Série A | 7.        | [ 7 ]  |          |
|       |        |                               |           |        |          |
| 2018  | 1.     | Campeonato Brasileiro Série A | 13.       | [ 8 ]  |          |
|       |        |                               |           |        |          |
| 2017  | 1.     | Campeonato Brasileiro Série A | 1.        | [ 9 ]  |          |
|       |        |                               |           |        |          |
| 2016  | 1.     | Campeonato Brasileiro Série A | 7.        | [ 10 ] |          |
|       |        |                               |           |        |          |
| 2015  | 1.     | Campeonato Brasileiro Série A | 1.        | [ 11 ] |          |
|       |        |                               |           |        |          |
| 2014  | 1.     | Campeonato Brasileiro Série A | 4.        | [ 12 ] |          |
|       |        |                               |           |        |          |
| 2013  | 1.     | Campeonato Brasileiro Série A | 10.       | [ 13 ] |          |
|       |        |                               |           |        |          |
| 2012  | 1.     | Campeonato Brasileiro Série A | 6.        | [ 14 ] |          |
|       |        |                               |           |        |          |
| 2011  | 1.     | Campeonato Brasileiro Série A | 1.        | [ 15 ] |          |
|       |        |                               |           |        |          |
| 2010  | 1.     | Campeonato Brasileiro Série A | 3.        | [ 16 ] |          |
|       |        |                               |           |        |          |

## Titler
Internationale
- Fifa Club World Cup (2): 2000, 2012

Kontinentale
- Copa Libertadores (1): 2012

- Recopa Sudamericana (1): 2013

Nationale
- Campeonato Brasileiro Série A (5): 1990, 1998, 1999, 2005 og 2011

- Copa do Brasil (3): 1995, 2002 og 2009

- Supercopa do Brasil (1): 1991

- Campeonato Brasileiro Série B (1): 2008